# 붉은뺨밧줄다람쥐
붉은뺨밧줄다람쥐(Funisciurus leucogenys)는 다람쥐과에 속하는 설치류의 일종이다. 베넹과 카메룬, 중앙아프리카공화국, 적도기니, 가나, 나이지리아, 토고에서 발견된다. 자연 서식지는 아열대 또는 열대 기후 지역의 습윤 저지대 숲과 습윤 산지림이다.

## 아종
3종의 아종이 알려져 있다.
- F. l. leucogenys
- F. l. auriculatus
- F. l. oliviae